# Cecilia Figaredo
Cecilia Figaredo (Caballito, 30 de noviembre de 1973) es una bailarina argentina.

## Biografía
Comenzó sus estudios tomando clases de guitarra, natación y gimnasia deportiva. Pero luego sus padres la anotaron en la Escuela Nacional de Danzas N°2.
En 1987, ingresó por concurso al quinto año de la Escuela de danzas del Teatro Colón . Se formó en el Instituto Superior de Arte del Teatro Colón tomando clases de ballet con Lidia Segni. Gracias a ella obtiene la medalla de bronce en el Concurso internacional de danzas de Trujillo (Perú) y mención de honor en el Primer Concurso mundial de ballet y coreografía de Río de Janeiro.
En 1990, ingresa al Ballet Argentino de Julio Bocca permaneciendo en el por veinte años.

## Carrera
En 2003, Andrea Candela (asistente de Julio Bocca) crea especialmente para ella y para el bailarín Hernán Piquín la obra "Septiembre", que estrenaron ese mismo año en el Teatro Ópera de Buenos Aires.
En 2004, protagoniza junto a Julio Bocca, "El hombre de la corbata roja" y "Bocca Tango".
En 2006, protagoniza el espectáculo "A tango y jazz", dirigido por Laura Roatta y Margarita Fernández, en el Teatro Maipo y el Teatro Coliseo de Buenos Aires.
En 2007, acompaña a Julio Bocca en su función de despedida junto a otros bailarines que lo acompañaron en el Obelisco de Buenos Aires.
En 2008, protagoniza la obra "Felicitas", creada por Ana María Stekelman y dirigida también por Julio Bocca. Ese mismo año, es invitada a formar parte del jurado en el tercer certamen Internacional de Danzas Aldanzar, en la provincia de San Juan.
En 2010, participa como artista invitada en "Ballet Metropolitano", dirigido por Leonardo Reale realizando giras por el interior del país.
Más tarde, en conmemoración por los festejos del Bicentenario argentino es convocada, junto a Hernán Piquín, para bailar en cuatro funciones en el Teatro Independencia de Mendoza, acompañada por la orquesta de dicho teatro y dirigida por Ligia Amadio.
En 2011, se presenta en la obra "Pasión Tango", acompañada por Hernán Piquín y la Compañía Fusión Tango.
En 2013, dirige el espectáculo "Boulevard Tango".
En 2014 participó del concurso Bailando por un sueño, emitido dentro del reality Showmatch (conducido por Marcelo Tinelli). Su pareja fue Hernán Piquin, bicampeón del concurso, y llegaron a la final ante los ganadores del mismo Anita Martínez y el Bicho Gómez.

## Espectáculos

### Teatro[6]
- Septiembre (protagonista)
- El Hombre de la Corbata Roja
- Bocca Tango
- Adiós hermano cruel
- A tango y jazz
- Tangó
- Felicitas (protagonista)
- Perfumes
- Deliciosas Criaturas Perfumadas
- A Mercedes
- Tierra y luna
- Bastones dorados
- Ballet Metropolitano (artista invitada)
- Pasión Tango
- Freddie (artista invitada)
- Bulevard Tango (directora)

### Televisión
- Bailando 2014: (Subcampeona).
- Bailando 2015: Salsa en trío (Invitada especial).
- Bailando 2018: Apertura de: Aqua dance. (Invitada especial).